# بویت
بویت (به مجاری:  Bojt) یک منطقهٔ مسکونی در مجارستان است که در ناحیه برتیواوی‌فالو واقع شده‌است. بویت ۲۶٫۸۸ کیلومتر مربع مساحت و ۶۰۸ نفر جمعیت دارد.